# سیاست (فیلم ۱۹۳۱)
سیاست (انگلیسی: Politics) یک فیلم به کارگردانی چارلز ریسنر است که در سال ۱۹۳۱ منتشر شد.